# Гемпшир (Іллінойс)
Гемпшир (англ. Hampshire) — селище (англ. village) в США, в окрузі Кейн штату Іллінойс. Населення — 7667 осіб (2020).

## Географія
Гемпшир розташований за координатами 42°6′57″ пн. ш. 88°30′19″ зх. д. / 42.11583° пн. ш. 88.50528° зх. д. (42.115702, -88.505169).  За даними Бюро перепису населення США в 2010 році селище мало площу 23,18 км², уся площа — суходіл.

## Демографія
Згідно з переписом 2010 року, у селищі мешкали 5563 особи в 1950 домогосподарствах у складі 1524 родин. Густота населення становила 240 осіб/км².  Було 2031 помешкання (88/км²).
Расовий склад населення:
| - 93,3 % — білих - 1,8 % — азіатів - 1,4 % — чорних або афроамериканців - 0,2 % — корінних американців - 1,8 % — осіб інших рас |

До двох чи більше рас належало 1,6 %. Частка іспаномовних становила 9,9 % від усіх жителів.
За віковим діапазоном населення розподілялося таким чином: 28,2 % — особи молодші 18 років, 62,0 % — особи у віці 18—64 років, 9,8 % — особи у віці 65 років та старші. Медіана віку мешканця становила 36,4 року. На 100 осіб жіночої статі у селищі припадало 96,4 чоловіків;  на 100 жінок у віці від 18 років та старших — 97,1 чоловіків також старших 18 років.
Середній дохід на одне домашнє господарство  становив 100 621 долар США (медіана — 93 775), а середній дохід на одну сім'ю — 108 806 доларів (медіана — 96 945). За межею бідності перебувало 1,4 % осіб, у тому числі 0,0 % дітей у віці до 18 років та 0,0 % осіб у віці 65 років та старших.
Цивільне працевлаштоване населення становило 3037 осіб. Основні галузі зайнятості: виробництво — 19,3 %, мистецтво, розваги та відпочинок — 18,1 %, освіта, охорона здоров'я та соціальна допомога — 12,3 %, будівництво — 10,1 %.